# Warownie pierścieniowe z epoki wikingów
Warownie pierścieniowe z epoki wikingów (ang. Viking-Age Ring Fortresses) – grupa pięciu stanowisk archeologicznych znajdujących się w Danii, obejmujących wikińskie warownie pierścieniowe – Aggersborg, Fyrkat, Nonnebakken, Trelleborg i Borgring – wzniesione w drugiej połowie X wieku za panowania króla Haralda Sinozębego.
W 2023 roku twierdze zostały wpisane na listę światowego dziedzictwa UNESCO.

## Charakterystyka
Warownie pierścieniowe z epoki wikingów (zwane również fortami lub twierdzami pierścieniowymi) rozmieszczone są w różnych częściach Danii. Twierdze Aggersborg i Fyrkat znajdują się na Półwyspie Jutlandzkim, w regionie Jutlandia Północna, pozostałości warowni Nonnebakken w mieście Odense na wyspie Fionia, w regionie Dania Południowa, natomiast twierdze Borgring i Trelleborg – na wyspie Zelandia, w regionie Zelandia.
Wszystkie warownie zostały wzniesione w latach 970–980 za panowania króla Haralda Sinozębego i były elementami większych prac infrastrukturalnych z tego okresu (obejmujących m.in. budowę systemu fortyfikacji Danevirke czy mostu Ravningbroen). Strategicznie twierdze rozmieszczono w pobliżu ważnych szlaków lądowych i morskich. Pełniły funkcje obronne, do czego wykorzystano naturalną rzeźbę otaczającego je terenu. Zdaniem prof. Sørena M. Sindbæka, archeologa z Uniwersytetu w Aarhus, stanowią kopie fortyfikacji anglosaskich, które 100 lat wcześniej skutecznie umożliwiły odparcie najazdów wikingów na Anglię. 
Każda z warowni została wybudowana w tym samym stylu, zwanym trelleborg: na planie kolistego pierścienia o średnicy od 120 do 240 metrów utworzonego przez wały obronne obłożone drewnem, wzdłuż których przebiegała drewniana droga („obwodnica”) umożliwiająca do nich dostęp oraz rów. W centralnej części fortyfikacji znajdował się majdan, od którego odchodziły cztery drewniane ulice prowadzące do bram wychodzących na cztery strony świata. Ulice te dzieliły warownię na ćwiartki, w obrębie których rozmieszczone były długie domy z zakrzywionymi ścianami.
Pierwsze cztery wikińskie warownie pierścieniowe zostały odkryte w latach 30. XX wieku, natomiast fortecę Borgring odkryto dopiero w 2014 roku. Wykorzystano przy tym technologię lidar, która uwidoczniła zarys regularnego pierścienia na polach koło Køge, a przeprowadzone następnie wykopaliska archeologiczne potwierdziły obecność w tym miejscu kolejnej X-wiecznej warowni.
W 2023 roku podczas odbywającej się w Rijadzie 45. sesji Komitetu Światowego Dziedzictwa twierdze wpisane zostały na listę światowego dziedzictwa UNESCO. Wpisane dobro obejmuje łączną powierzchnię 51 ha, a strefy buforowe przylegające do poszczególnych warowni liczą łącznie 16 820,8 ha.

## Galeria

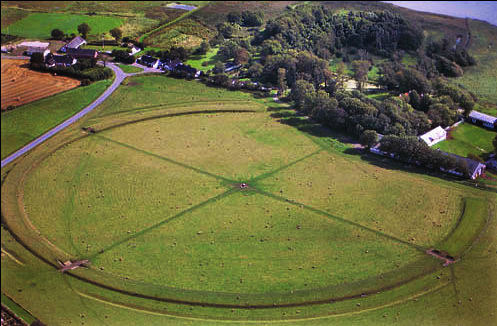
Warownia Aggersborg (2006)
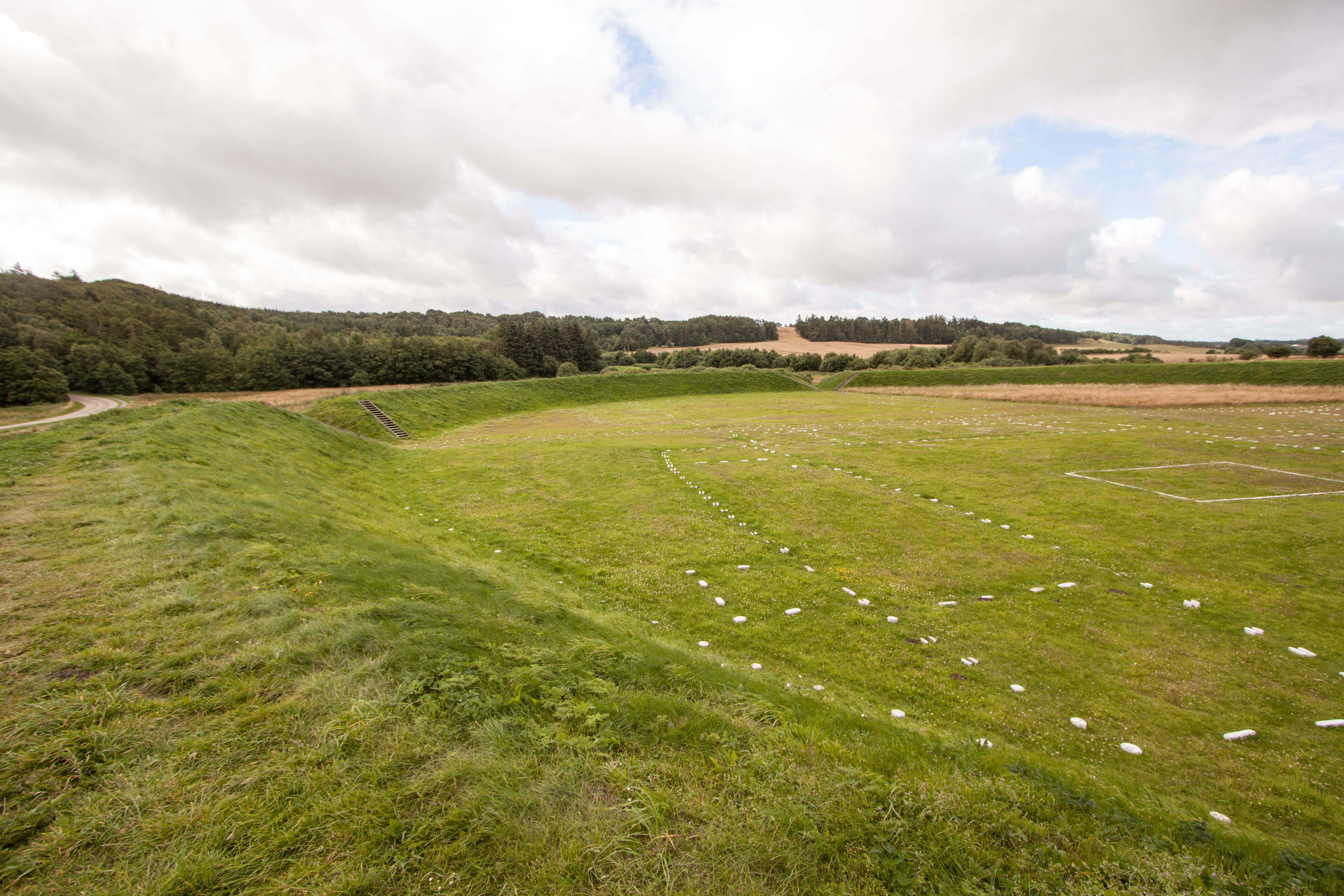
Warownia Fyrkat (2015)
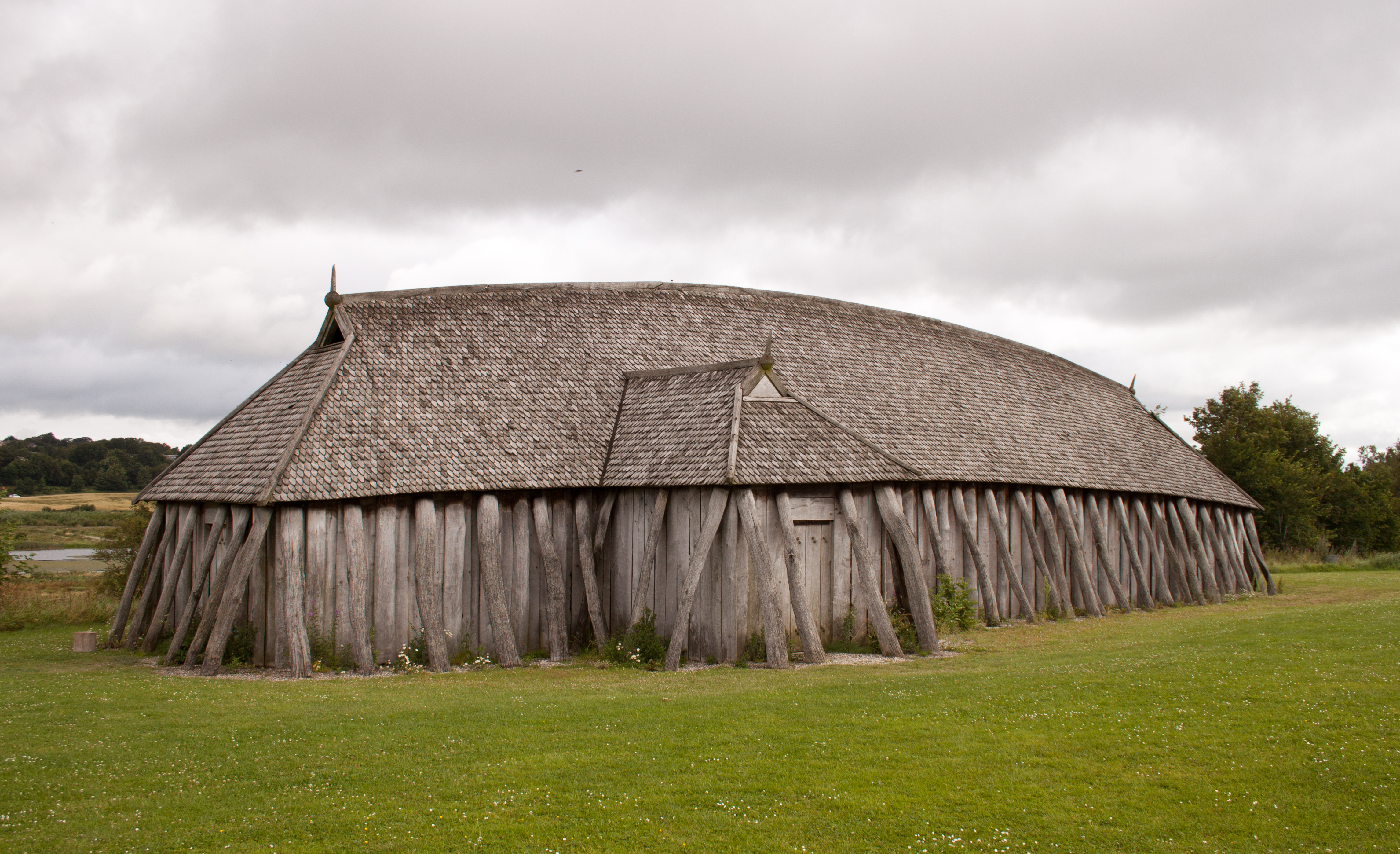
Długi dom, rekonstrukcja, Fyrkat (2015)
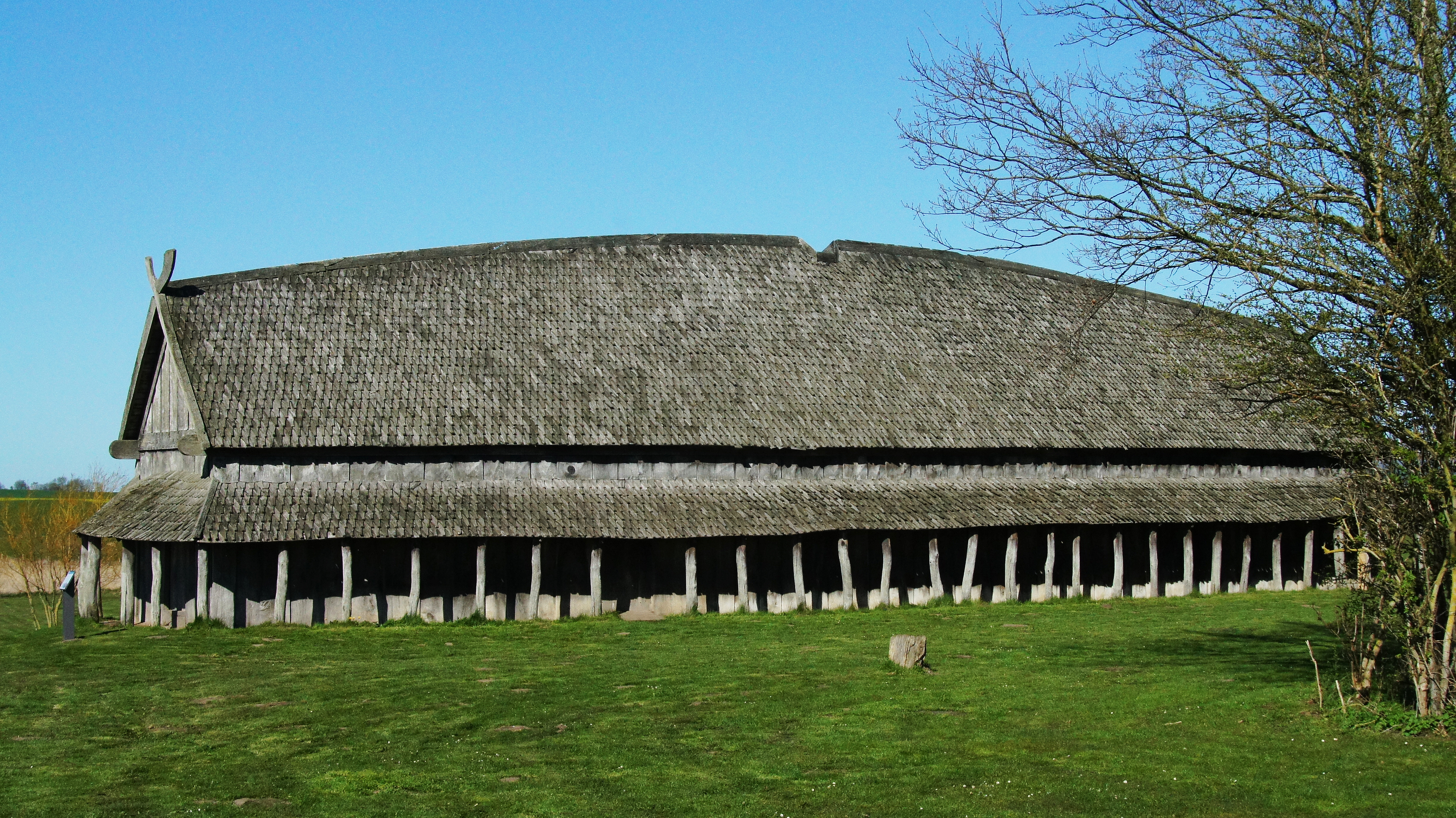
Długi dom, rekonstrukcja, Trelleborg (2014)
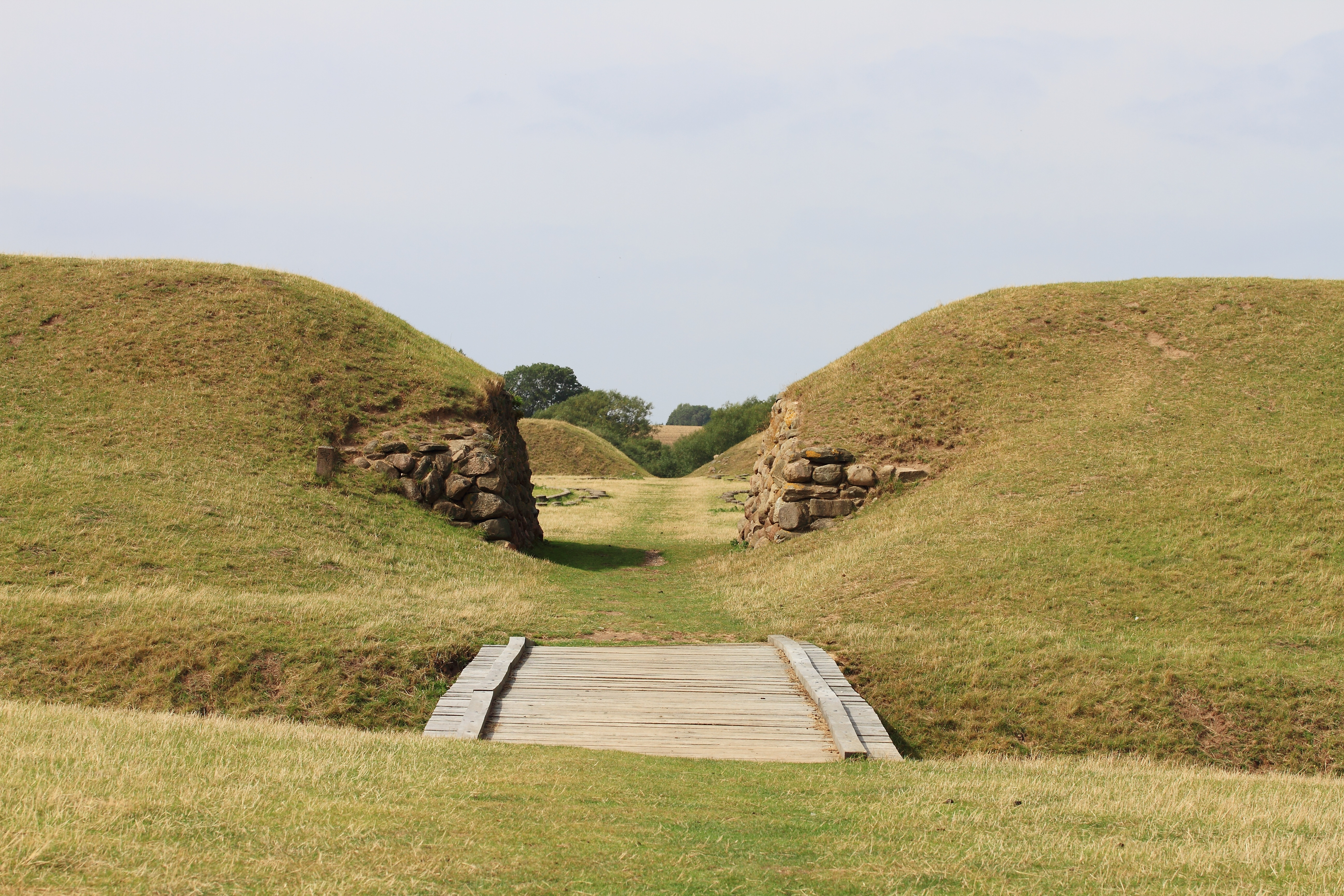
Brama twierdzy Trelleborg (2015)
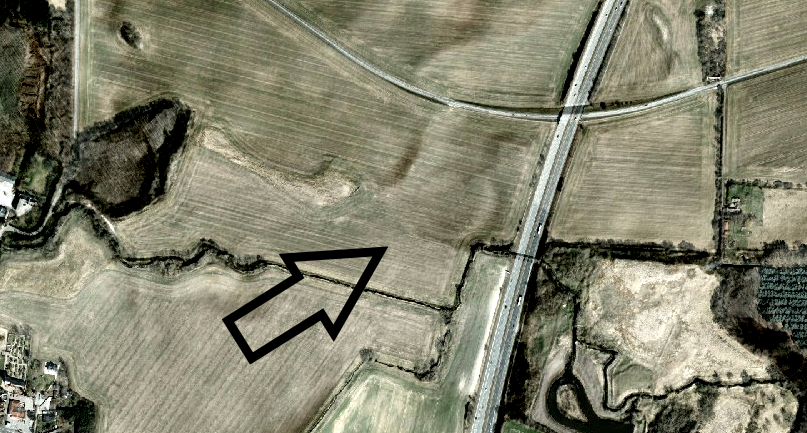
Forteca Borgring na mapie radarowej (2014)